# Tomapoderus ruficollis
Tomapoderus ruficollis là một loài bọ cánh cứng trong họ Attelabidae. Loài này được Fabricius miêu tả khoa học năm 1781.